# Rue de Sévigné
Rue de Sévigné je ulice v Paříži v historické čtvrti Marais. Nachází se ve 3. a 4. obvodu.

## Poloha
Ulice vede od křižovatky s Rue de Rivoli a Rue Saint-Antoine a končí na křižovatce s Rue du Parc-Royal. Ulice je orientována od jihu na sever.

## Historie
Ulice vznikla spojením dvou starších ulic (Rue de la Culture Sainte-Catherine či Rue de la Couture Sainte-Catherine a Rue du Val též nazývaná Rue de l'Égout-Sainte-Catherine), které oddělovala Rue des Francs-Bourgeois. Trasa vede v místě cesty podél městských hradeb Filipa II. Augusta. Název nově vzniklé ulice je podle Marie de Sévigné, která obývala hôtel Carnavalet od roku 1677 až do své smrti.

## Zajímavé objekty
- Na rohu s ulicí Rue de Saint-Antoine se nachází socha svaté Kateřiny.
- dům č. 5: bývalá klinika, kterou v letech 1840–1848 vedl François-Vincent Raspail.
- dům č. 7: hôtel de Chavigny chráněný jako historická památka. Ve sklepení se nacházejí pozůstatky věže městských hradeb. Od roku 1813 zde sídlí hasičská zbrojnice.
- dům č. 13: některé jeho části jsou zapsány na seznamu historických památek.
- dům č. 23: Musée Carnavalet
- dům č. 29: Hôtel Le Peletier de Saint-Fargeau
- dům č. 52: původně zde stál městský palác, ve kterém bydlel poslední prévôt des marchands Jacques de Flesselles.